# 東京武藏野城足球會
橫河武藏野足球會(横河武蔵野FC)，前稱東京武藏野聯（東京武蔵野ユナイテッドFC)，2024年恢復原名橫河武藏野FC，是一支位於東京都武藏野市的日本足球會。現時於日足聯作賽，球隊主色為藍色。他們現時成為日職聯百年計劃準加盟球會，將衝擊職業聯賽（之後退出）。
球會於1939年成立，2003年由於搬址，改名為橫河武藏野FC。2015年起開啟職業化計劃，11月15日宣布申請加入成為百年計劃準加盟球會，並於翌年2月23日獲批。同時，球會於2016年1月1日正式更名為東京武藏野城足球會（東京武蔵野シティFC，シティ意為City）。2021年2月東京武藏野城宣佈與另一支地區球隊東京聯 (東京ユナイテッドFC)運營公司CLUB LB＆BRB合作，共同運營兩家球會，重組球隊更名為東京武藏野聯 (Tokyo Musashino United FC)。2024年起恢復為「橫河武藏野FC」。(2022年賽季結束後，橫河武藏野SC和LB&BRB就球會未來為參加J聯賽做準備進行了多次討論，但得出的結論是，最好的選擇是雙方分別進行管理，終止合作關係。結果，橫河武藏野體育會/東京武藏野聯FC這個一般社團法人再次放棄了進入J聯賽的目標。從2024年起，球會將由綜合社團橫河武藏野管理。
為此，在2023年之前一直以“東京武藏野聯FC”的名義活躍的頂級球隊的名稱將從2024年起更改為贊助商之一的橫河電機的名稱，以應對比賽。俱樂部將恢復為“橫河武藏野FC”，隊徽也將恢復為橫河武藏野FC規格。進行整合，他們決定推動紮根武藏野地區的體育俱樂部的創建，旨在「透過為人們的身心健康發展和社會發展做出貢獻」。)